# RPG-28
RPG-28 (Żurawina) (ros. РПГ-28 «Клюква») – rosyjski ręczny granatnik przeciwpancerny skonstruowany przez NPO Bazalt.
RPG-28 został zaprezentowany w 2007 roku na targach IDEX w Abu Zabi przez państwowe przedsiębiorstwo badawczo-produkcyjne NPO Bazalt jako nowoczesna wyrzutnia rakiet przeciwpancernych przeznaczona do zwalczania nowoczesnych i przyszłych czołgów z zaawansowanym pancerzem reaktywnym i kompozytowym, a także ufortyfikowanej piechoty.
Broń przyjęto do służby w Siłach Zbrojnych Federacji Rosyjskiej w roku 2011, użyta została między innymi podczas wojny na Ukrainie. 